# Remember Monday
Remember Monday — британський жіночий гурт у стилі кантрі-поп, до складу якого входять Лорен Бірн, Голлі-Енн Галл та Шарлотт Стіл. Гурт уперше здобув популярність після участі у шоу The Voice UK у 2019 році. Вони представлятимуть Велику Британію на Пісенному конкурсі Євробачення 2025 з піснею «What the Hell Just Happened?».

## Кар'єра
Тріо познайомилося під час навчання в коледжі The Sixth Form College Farnborough, де їх об'єднала спільна пристрасть до музики.
Голлі-Енн Галл раніше виступала на святкуванні 80-річчя королеви Єлизавети ІІ, яка пожартувала з приводу відсутнього взуття Галл; вона також перемогла у шоу My Camp Rock у 2009 році та виступала в мюзиклах Привид опери і Знедолені. Лорен Бірн грала міс Ганні в Матильді, а Шарлотт Стіл — Джейн Бенкс у Мері Поппінс. На момент створення гурту у 2013 році вони виступали під назвою Houston, а 2018 року перейменувалися на Remember Monday, бо саме в понеділок вони були вільні і могли співати разом.
Remember Monday з'явилися разом у сезоні 2019 року шоу The Voice UK, де пройшли прослуховування з піснею «Kiss from a Rose» співака Seal. Усі четверо суддів повернулися до них. Гурт обрав наставницею Дженніфер Гадсон, частково тому, що вона була єдиною жінкою серед суддів, а частково — через те, що вона жбурнула в них туфлю, що, на її думку, є знаком захоплення. Під час раунду батлів гурт з піснею «Home» Філліпа Філліпса переміг Кірона Сміта, але під час нокаутів виконали власну пісню «Jailbreaker» і покинули шоу.
У вересні 2023 року гурт залишив свою роботу, аби повністю присвятити себе музиці; зокрема, Шарлотт Стіл звільнилася з посади заступниці директора театрального коледжу Artemis College.
У 2024 році Remember Monday виступили з піснею «Hand in My Pocket» співачки Аланіс Моріссетт у ток-шоу The Jennifer Hudson Show і в жовтні випустили мініальбом Crazy Anyway.
7 лютого 2025 року Нат О'Лірі та Вікі Гоксворт повідомили у своєму ранковому ефірі на BBC Radio 1, що гурт представлятиме Велику Британію на Пісенному конкурсі Євробачення 2025. Неформальна подача новини викликала іронію в інтернеті, адже корпорація офіційно не підтвердила заявку одразу, а зробила це лише через місяць, 7 березня 2025 року. Гурт став першим дівочим колективом, що представлятиме країну після Precious у 1999 році. Конкурсна пісня «What the Hell Just Happened?» наступного тижня після оприлюднення посіла 95 місце в британському чарті синглів.